# Теризидон
Теризидон - препарат, используемый в лечении туберкулеза. Теризидон используется главным образом для лечения мульти-лекарственноустойчивого туберкулеза (МЛУ-ТБ) в сочетании с другими препаратами. Это производное циклосерина и бактериостатическое вещество.